# حزب عمل باسوتو (لسوتو)
حزب عمل باسوتو (به سوتویی: Basotho Action Party؛ به اختصار: BAP) یک حزب سیاسی در لسوتو است که در تاریخ ۲۳ آوریل ۲۰۲۱ توسط نقووسا ماهائو، وزیر سابق دادگستری و معاون رهبر حزب کنوانسیون همه باسوتو (ABC)، تأسیس شد.
در انتخابات سراسری لسوتو ۲۰۲۲، حزب عمل باسوتو موفق به کسب ۶ کرسی در مجلس ملی لسوتو شد.

## تاریخچه حزب
ماهائو پس از بروز اختلافات در داخل حزب کنوانسیون همه باسوتو، به همراه ۱۰ عضو مجلس دیگر از این حزب جدا شد و حزب جدیدی به نام حزب عمل باسوتو را تشکیل داد. این حزب در پی ایجاد بدیلی سیاسی در برابر رهبری توماس تابانه و دیگر اعضای برجسته حزب کنوانسیون همه باسوتو شکل گرفت.